# Teplodar
Teplodar (tiếng Ukraina: Теплодар) là một thành phố của Ukraina. Thành phố này thuộc tỉnh Odessa. Thành phố này có diện tích ? km2, dân số theo điều tra dân số năm 2001 là 8830 người.